# Taylorcraft Aviation
Taylorcraft Aviation ist ein US-amerikanischer Flugzeughersteller mit Sitz in Brownsville, Texas. Das Unternehmen produziert zweisitzige einmotorige Hochdecker, die auf einem Entwurf von 1935 beruhen. Der Entwickler Clarence Gilbert Taylor gilt heute als Vater der privaten Luftfahrt in den USA.

## Geschichte
Die Ursprünge des Unternehmens gehen zurück auf die Taylor Brothers Aircraft Corporation, die 1926 in Rochester (New York) von C. Gilbert Taylor und seinem Bruder Gordon gegründet wurde. Der passende Verkaufsslogan verwendete ein Wortspiel mit dem englischen Begriff tailor-made (Bedeutung in Deutsch etwa: „Maßanfertigung“) und lautete: Buy your airplane Taylor made. Das erste auf dem Markt für 4000 US-Dollar angebotene Flugzeug war 1928 ein zweisitziger Hochdecker mit dem Namen Arrowing A-2 Chummy, von dem jedoch, wegen des hohen Preises von 4000 US-Dollar und der heraufziehenden Wirtschaftskrise, nur etwa sechs Exemplare verkauft werden konnten.
Nach dem Tod von Gordon Taylor verlegte Gilbert noch 1928 den Unternehmensstandort nach Bradford (Pennsylvania), wo sich William Thomas Piper, der im Ölgeschäft zu Reichtum gelangt war und ein weiterer Partner mit jeweils 400 US-Dollar an der Firma beteiligten. Nach dem fehlgeschlagenen Versuch mit der Chummy, baute das Unternehmen schließlich einen neuen, anfangs unbenannten Prototyp eines Leichtflugzeuges mit zwei Sitzen in Tandemanordnung. Der Antrieb bestand aus einem 20-PS-Zweizylinder-Brownbach-Kitten-Motor. Dieser bewährte sich zwar nicht, gab aber die Anregung für die Namensgebung als Cub (Die Bedeutung von Kitten ist im deutschen „kleines Kätzchen“, während Cub frei übersetzt etwa für ein „tollpatschiges Tierjunge“ steht). Nach der Umrüstung auf einen 37-PS-Continental-A-40-Motor erwiesen sich die Leistungen der Taylor E-2 Cub als zufriedenstellend, aber selbst mit einem Verkaufspreis von 1295 US-Dollar konnte die Insolvenz der Firma nicht verhindert werden.
Im Jahr 1931 kaufte Piper dann den Unternehmensnachlass für 761 US-Dollar, wobei Gilbert Taylor als Präsident und Chefingenieur weiter angestellt in der neuen Taylor Aircraft Company blieb. In den folgenden vier Jahren blieb das Geschäftsergebnis durch den Verkauf der E-2 Cub und ihrer Varianten F-2, G-2, H-2 eher mager. Dies änderte sich erst 1935 mit den, auf Geheiß von Piper, durch den jungen Ingenieur Walter Jamouneau durchgeführten, konstruktiven Verbesserungen der Cub. Dies geschah während einer längeren krankheitsbedingten Abwesenheit von Taylor. Nach eher zweifelhaften Überlieferungen entließ Taylor bei der Rückkehr und dem Anblick der stark verbesserten J-2 die drei Mann starke Entwicklungsabteilung. Der stark verärgerte Piper soll ihm daraufhin ein Ultimatum in der Form gestellt haben: buy me out, or let me buy you out (Kaufe mich auf, oder ich kaufe dich auf). Taylor verkaufte schließlich seine Firmenbeteiligung, verließ mit einer Abfindung von drei Jahresgehältern die Taylor Aircraft Company (und begann in Butler (Pennsylvania) eine neue Unternehmung).
Innerhalb von drei Monaten konstruierte und baute Taylor mit einer Handvoll Beschäftigter ein neues Flugzeug, das er ausdrücklich nicht als Zweite-Generation-Cub beschrieb, sondern diese deutlich übertreffen sollte. Ende 1936 erhielt er für die Taylorcraft eine vorläufige Musterzulassung und suchte nach einem Kapitalgeber sowie einem Standort, den er in Alliance (Ohio) fand, wo ihm ein Fabrikgebäude mietfrei zur Verfügung gestellt wurde. Partner und Vizepräsident in der Taylor Young Airplane Corporation wurde William C. Young. Die Piper Cub verkaufte sich nach ihrer Überarbeitung aber weitaus besser und wurde zum Klassiker unter den Privatflugzeugen.
Im Zweiten Weltkrieg entstand ein großer Bedarf nach leichten Schul-, Verbindungs- und Beobachtungsflugzeugen. Die Taylorcraft DCO-65 wurde als L-2 von der US Army genutzt. Nach dem Krieg ging die Nachfrage stark zurück. In den 1950er Jahren wurden nur noch wenige Flugzeuge gebaut.
1965 kauften Charlie und Dorothy Feris den inzwischen bedeutungslosen Hersteller und nahmen 1970 die Produktion wieder auf. Nach dem Tod ihres Ehemanns 1973 führte Dorothy Feris das Unternehmen bis 1985 alleine weiter.
Neue Eigentümer verlegten die Produktion nach Lock Haven, Pennsylvania, mussten die Produktion aber wegen wirtschaftlicher Probleme 1992 einstellen. Der heutige Besitzer, Harry Ingram, verlegte das Werk 2003 nach La Grange, Texas. Mittlerweile befindet sich das Unternehmen in Brownsville, Texas.
Die Taylorcraft Aeroplanes (England) Limited erwarb 1938 Lizenzrechte an den Taylorcraft-Entwürfen, um diese Flugzeuge für den englischen Markt zu produzieren. Das nach dem Krieg in Auster Aircraft umbenannte Unternehmen entwickelte später eigene Flugzeuge auf der Basis des amerikanischen Modells.

## Flugzeuge
- Taylor Chummy
  - A-2, B-2, C-2
- Taylor D (nicht verwirklichtes Projekt eines Segelflugzeugs)
- Taylor E-2 Cub
  - F-2, G-2, H-2
- Taylor J-2 Cub (später Piper J-3 Cub)
- Taylor-Young Model A
- Taylorcraft Model B
  - BC, BL, BF, BC-12, BL-12, BF-12
- Model C, nicht verwendet wegen Verwechslungsgefahr mit Plus C
 der Taylorcraft Aeroplanes (England) Limited
- Taylorcraft Model D
  - Taylorcraft L-2
- Taylorcraft F
  - F-19, F-21A Sportsman, F-21B, F-22